# Lacuna de ar (rede)
Um(a) lacuna de ar, parede de ar, intervalo de ar ou rede desconectada é uma medida de engenharia de cibersegurança e empregada em um ou mais computadores para garantir que uma rede de computadores segura seja fisicamente isolada de redes não seguras, como a Internet pública ou uma rede de área local não segura. Isso significa que um computador ou rede não tem controladores de interface de rede conectadas à outras redes, com um intervalo de ar físico ou conceitual, análogo à lacuna de ar usada em encanamentos para manter a qualidade da água.

## Uso em configurações classificadas
Um computador ou rede com lacuna de ar é aquele(a) que não possui interfaces de rede, com ou sem fio, conectadas à redes externas. Muitos computadores, mesmo quando não estão conectados à uma rede com fio, têm um controlador de interface de rede sem fio (WiFi) e são conectados a redes sem fio próximas para acessar a Internet e atualizar o software. Isso representa uma vulnerabilidade de segurança, portanto, os computadores com lacuna de ar têm seu controlador de interface sem fio permanentemente desabilitado ou removido fisicamente. Para mover dados entre o mundo externo e o sistema com lacuna de ar, é necessário gravar dados em um meio físico, como uma unidade removível, e os mover fisicamente entre computadores. O acesso físico deve ser controlado (identidade humana e mídia de armazenamento em si). É mais fácil de controlar do que uma interface de rede completa direta, que pode ser atacada do sistema externo inseguro e, se o malware infectar o sistema seguro, pode ser usada para exportar dados seguros. É por isso que algumas novas tecnologias de hardware, como diodos de dados unidirecionais ou diodos bidirecionais (também chamados de lacunas eletrônicas de ar), que separam fisicamente as camadas de rede e transporte, e copiam e filtram os dados do aplicativo também estão disponíveis.
Em ambientes onde as redes ou dispositivos são classificados para lidar com diferentes níveis de informações classificadas, os dois dispositivos ou redes desconectados são referidos como lado baixo e lado alto, baixo sendo não classificado e alto se referindo ao classificado, ou classificado em um nível superior. Ocasionalmente, também é referido como vermelho (classificado) e preto (não classificado). As políticas de acesso são frequentemente baseadas no modelo de confidencialidade de Bell–LaPadula, onde os dados podem ser movidos de baixo para cima com medidas de segurança mínimas, enquanto que do alto para baixo requer procedimentos muito mais rigorosos para garantir a proteção dos dados em um nível mais alto de classificação. Em alguns casos (sistemas industriais críticos, por exemplo) a política é diferente: os dados podem ser movidos de cima para baixo com medidas de segurança mínimas, mas de baixo para alto requer um alto nível de procedimentos para garantir a integridade do sistema de segurança industrial.
O conceito representa quase a proteção máxima que uma rede pode ter de outra (exceto desligar o dispositivo). Uma maneira de transferir dados, entre o mundo externo e o sistema com lacuna de ar, é copiar os dados em um meio de armazenamento removível, como um disco removível ou unidade flash de barramento serial universal (B.S.U.), e transportar fisicamente o armazenamento para o outro sistema. Este acesso ainda deve ser controlado com cuidado, pois a unidade de barramento serial universal (B.S.U.) pode ter vulnerabilidades (veja abaixo). A vantagem disso é que essa rede pode, geralmente, ser considerada como um sistema fechado (em termos de informações, sinais e segurança de emissões), incapaz de ser acessado do mundo externo. A desvantagem é que a transferência de informações (do mundo externo) para serem analisadas por computadores na rede segura é extremamente trabalhosa, muitas vezes envolvendo a análise de segurança humana de programas em potencial ou dados a serem inseridos em redes com lacuna de ar e, possivelmente, até mesmo a reinserção manual (humana) dos dados após a análise de segurança. É por isso que outra forma de transferência de dados, utilizada em situações apropriadas como indústrias críticas, é utilizando diodos de dados e intervalos de ar eletrônicos, que garantem um corte físico da rede por um hardware específico.
Vírus de computador sofisticados para uso em guerra cibernética, como o Stuxnet e o agent.btz, foram projetados para infectar sistemas com lacuna de ar explorando brechas de segurança relacionadas ao manuseio de mídia removível. A possibilidade de usar comunicação acústica também foi demonstrada por pesquisadores. Os pesquisadores também demonstraram a viabilidade da exfiltração de dados usando sinais de modulação de frequência.

## Exemplos
Exemplos dos tipos de redes ou sistemas que podem ter lacuna de ar incluem:
- Redes/sistemas de computadores militares/governamentais;[10]
- Sistemas de computador financeiros, como bolsas de valores;[11]
- Sistemas de controle industrial, como os de controle de supervisão e aquisição de dados (C.S.A.D.)[c] em campos de petróleo e gás;[12]
- Máquinas de jogos de loterias nacionais e estaduais ou geradores de números aleatórios, que devem ser completamente isolados das redes para evitar fraudes lotéricas
- Sistemas vitais, como:
  - Controles de usinas nucleares;
  - Computadores usados na aviação,[13] como os Controles de motor (ou eletrônica) digital de autoridade total[d], sistemas de controle de tráfego aéreo e aviônicos;
  - Equipamento médico computadorizado;
- Sistemas muito simples, onde não há necessidade de comprometer a segurança em primeiro lugar, como:
  - A unidade de controle do motor e outros dispositivos no barramento da rede de área de controlador (R.A.C.)[e] em um automóvel;
  - Um termostato digital para regulação de temperatura e compressor em sistemas domésticos de climatização e refrigeração;
  - Controles eletrônicos de sprinklers para irrigação de gramados.

Muitos desses sistemas, desde então, adicionaram recursos que os conectam durante períodos limitados de tempo à internet da organização (para a necessidade de vigilância ou atualizações) ou à Internet pública, e não são mais efetiva e permanentemente com lacuna de ar, incluindo termostatos com conexões com a Internet e automóveis com conectividade Bluetooth, Wi-Fi e telefone celular.

## Limitações
As limitações impostas aos dispositivos usados nesses ambientes podem incluir a proibição de conexões sem fio de ou para a rede segura, ou restrições semelhantes no vazamento de radiação eletromagnética da rede segura por meio do uso de materiais eletrônicos de telecomunicações protegidos contra transmissões espúrias ou uma gaiola de Faraday.
Apesar da falta de conexão direta com outros sistemas, as redes com lacuna de ar mostraram ser vulneráveis a ataques em várias circunstâncias.
Cientistas demonstraram, em 2013, a viabilidade do 
malware de lacuna de ar projetado para derrotar o isolamento da lacuna de ar usando sinalização acústica.[carece de fontes?] Pouco depois disso, o BadBIOS do pesquisador de segurança de redes Dragos Ruiu recebeu a atenção da imprensa.
Em 2014, pesquisadores introduziram o AirHopper, um padrão de ataque bifurcado que mostra a viabilidade da exfiltração de dados de um computador isolado para um telefone móvel próximo, usando sinais de modulação de frequência (M.F..
Em 2015, foi introduzido o BitWhisper, um canal de sinalização secreto entre computadores com lacuna de ar que usa manipulações térmicas. O BitWhisper suporta comunicação bidirecional e não requer nenhum hardware periférico dedicado adicional.
Mais tarde, em 2015, os pesquisadores introduziram o GSMem, um método para exfiltrar dados de computadores sem ar em frequências celulares. A transmissão, gerada por um barramento interno padrão, transforma o computador em uma pequena antena transmissora de celular.
O malware ProjectSauron descoberto em 2016 demonstra como um dispositivo de barramento serial universal (B.S.U.) infectado pode ser usado para vazar dados remotamente de um computador com lacuna de ar. O malware permaneceu sem ser detectado por 5 anos e dependia de partições ocultas não visíveis para o Windows, em uma unidade de de barramento serial universal (B.S.U.), como um canal de transporte entre o computador com lacuna de ar e um computador conectado à Internet, presumivelmente como uma forma de compartilhar arquivos entre os dois sistemas.
NFCdrip foi o nome dado à descoberta de exfiltração furtiva de dados por meio da exploração e detecção de sinal de rádio de comunicação em curta distância (C.C.D.) em 2018. Embora a comunicação em curta distância (C.C.D.) permita que os dispositivos estabeleçam comunicação eficaz, os colocando a poucos centímetros um do outro, pesquisadores mostraram que ele pode ser explorado para transmitir informações em um alcance muito maior do que o esperado (até 100 metros).
Em geral, o malware pode explorar várias combinações de hardware para vazar informações confidenciais de sistemas com lacuna de ar usando "canais ocultos de lacuna de ar". Essas combinações de hardware usam uma série de meios diferentes para preencher a lacuna de ar, incluindo: acústica, luz, sísmica, magnética, térmica e radiofrequência.

## Atualizações desoftware
Do ponto de vista da segurança, a principal desvantagem de uma rede com lacuna de ar é a incapacidade do software de se atualizar automaticamente. Os usuários e administradores do sistema devem baixar e instalar as atualizações manualmente. Se uma rotina de atualização rígida não for seguida, isso resultará em software desatualizado em execução na rede, que pode conter vulnerabilidades de segurança conhecidas. Se um adversário conseguir obter acesso à rede com lacuna de ar (por exemplo, entrando em contato com um funcionário descontente ou usando engenharia social), ele poderá se espalhar rapidamente na rede com lacuna ar usando tais vulnerabilidades com uma taxa de sucesso possivelmente maior do que no público da Internet.
Os administradores do sistema podem gerenciar as atualizações de software em uma rede sem fio usando soluções dedicadas, como os Serviços de atualizações dos servidores Windows ou scripts de início de sessões na rede. Esses mecanismos permitiriam que todos os computadores na rede sem fio instalassem atualizações automaticamente depois que o administrador do sistema baixasse as atualizações da Internet uma vez. O problema não é completamente eliminado, especialmente se os usuários tiverem privilégios administrativos em suas estações de trabalho locais e, portanto, puderem instalar software que não seja gerenciado centralmente. A presença de dispositivos I.d.C. que exigem atualizações de firmware também pode complicar as coisas, pois muitas vezes essas atualizações não podem ser gerenciadas centralmente.